# Dave Valentin
Dave Valentin, właśc. David Joseph Valentin (ur. 29 kwietnia 1952 w Nowym Jorku, zm. 8 marca 2017 tamże) – amerykański flecista jazzowy.
Początkowo zgłębiał tajniki gry na perkusji. Z powodu atrakcyjnego dźwięku, jego nauczyciel, Hubert Laws zasugerował mu grę tylko na flecie. Uczył się w Bronx Community College.
Valentin nagrał przeszło 15 albumów, zdradzających wpływy muzyki pop, R&B i muzyki brazylijskiej oraz latin jazzu i smooth jazzu. W roku 2000 wystąpił w filmie Calle 54 m.in. razem z Tito Puente.
Zmarł 8 marca 2017 w Nowym Jorku. Przyczyną śmierci były powikłania udaru mózgu i choroby Parkinsona.